# ソーシャルワイヤー
ソーシャルワイヤー株式会社（英: SOCIALWIRE CO.,LTD.）とは、東京都港区に本社を置く日本の企業。

## 沿革
- 2006年9月 - 未来予想社設立[2]
- 2008年2月 - アットプレス株式会社、株式会社アップステアーズを子会社化
- 2008年8月 - アットプレス株式会社、株式会社アップステアーズを吸収合併
- 2011年6月 - CROSSCOOPシンガポール開設
- 2011年11月 - CROSSCOOPジャカルタ開設
- 2012年1月　ソーシャルワイヤー株式会社に社名変更[3]
- 2012年11月 - CROSSCOOPデリー開設
- 2013年2月 - CROSSCOOPホーチミン開設
- 2013年3月 - CROSSCOOPマニラ開設
- 2014年1月 - メディア・アイズ株式会社を子会社化
- 2014年4月 - メディア・アイズ株式会社を吸収合併
- 2015年12月 - 東京証券取引所グロース市場に上場
- 2016年1月 - Entrehub (Thailand) Co Ltdを子会社化（現：CROSSCOOPバンコク）
- 2016年4月 - トランスマート株式会社を子会社化
- 2018年3月 - イベント集客・運用「everevo(イベレボ)」を事業譲受
- 2018年5月 - 株式会社Find Modelを子会社化
- 2020年4月 - 株式会社Find Modelを吸収合併
- 2020年5月 - ミャンマー最大の美容メディア「YUYU Beauty」を事業譲受し、子会社YUYU BEAUTY Company Limitedを設立
- 2022年1月 - CROSSCOOP日本橋を開設
- 2022年6月 - CROSSCOOP福岡を開設
- 2023年9月 - 国内シェアオフィス事業を事業譲渡

## 事業
- デジタルPR事業[4]
  - アットプレス - プレスリリースの配信代行
  - ニュースキャスト - ニュースリリースの配信代行
  - アットクリッピング - 新聞・雑誌・Web情報の調査・収集
  - ファインドモデル - インフルエンサーマーケティングサービス
  - リスクアイズ - 反社チェックサービス運営
  - トランスマート - クラウドソーシング翻訳サービス運営